# Барак Бахар
Барак Бахар (івр. ברק בכר, нар. 21 вересня 1979, Хайфський округ) — ізраїльський футболіст, що грав на позиції захисника. По завершенні ігрової кар'єри — тренер.

## Ігрова кар'єра
У дорослому футболі дебютував 1998 року виступами за команду «Хакоах», в якій провів чотири сезони.
Протягом 2002—2004 років захищав кольори клубу «Хапоель» (Петах-Тіква).
2004 року перейшов до клубу «Хапоель» (Кір'ят-Шмона), за який відіграв 7 сезонів. У сезоні 2010/11 він виграв з командою Кубок Тото, а в кінці сезону оголосив про завершення кар'єри. Всього за 7 сезонів у Кір'ят-Шмоні Бахар провів 156 матчів, у яких забив два голи.

## Кар'єра тренера

### «Хапоель» (Кір'ят-Шмона)
По завершенні ігрової кар'єри Барак залишився у «Хапоелі» (Кір'ят-Шмона) і увійшов до тренерського штабу Рана Бен-Шимона, а пізніше в тому ж сезоні він паралельно був призначений тренером молодіжної команди. Наприкінці сезону 2011/12 старша команда виграла перший чемпіонат у своїй історії.

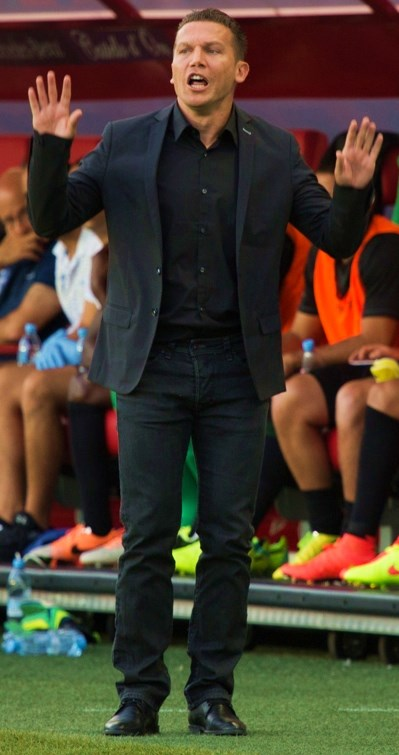
Барак Бахар як тренер «Хапоеля» (Кір'ят-Шмона). 2014 рік.

У сезоні 2012/13 Бахар залишився працювати асистентом у штабі нового головного тренера Гілі Ландау, але після звільнення Ландау у жовтні, Бахер був призначений новим головним тренером клубу. Пізніше в цьому сезоні він кваліфікувався з командою до фіналу Кубка Ізраїлю, де зіграв проти «Хапоеля» (Рамат-Ган), але програв у серії пенальті 2:4, але в наступному сезоні 2013/14 Бахару таки вдалося здобути трофей, коли його підопічні у фіналі обіграли «Маккабі» (Нетанья) з рахунком 1:0. 14 травня 2015 року, наприкінці сезону 2014/15 Бахер був звільнений зі своєї посади після переговорів про підписання контракту з «Хапоелем» (Беер-Шева).

### «Хапоель» (Беер-Шева)
24 травня 2015 року, напередодні сезону 2015/16 Бахар підписав контракт з «Хапоелем» (Беер-Шева) і за підсумками дебютного сезону виграв чемпіонат вперше для клубу за 40 років, ставши наймолодшим тренером, який виграв титул за 37 років, відколи Ніссім Бехер привів «Маккабі» (Тель-Авів) до чемпіонства в сезоні 1978/79. У сезоні 2016/17 Барак захистив титул чемпіона країни. У цьому ж сезоні він з командою зіграв у кваліфікації Ліги чемпіонів, де в плей-оф команда вилетіла від «Селтіка» і в результаті потрапила до групового етапу Ліги Європи. Там вони потрапили в одну групу з празькою «Спартою», міланським «Інтернаціонале» і «Саутгемптоном». Здобувши дві сенспційні перемоги над італійськими грандом і двічі зігравши внічию з «Саутгемптоном», ізраїльська команда вперше в історії вийшла у євровесну, але вже у 1/16 фіналу вилетіла після двох поразок (1:3 і 1:2) від турецького «Бешикташа». 28 грудня 2016 року Бахер з «Хапоелем» виграв Кубок Тото після перемоги з рахунком 4:1 над своїм колишнім клубом «Хапоелем» (Кір'ят-Шмона) у фінальному матчі. У червні 2017 року англійський журнал «FourFourTwo» поставив Бахара на 46 місце серед 50 найкращих футбольних тренерів світу за 2017 рік.

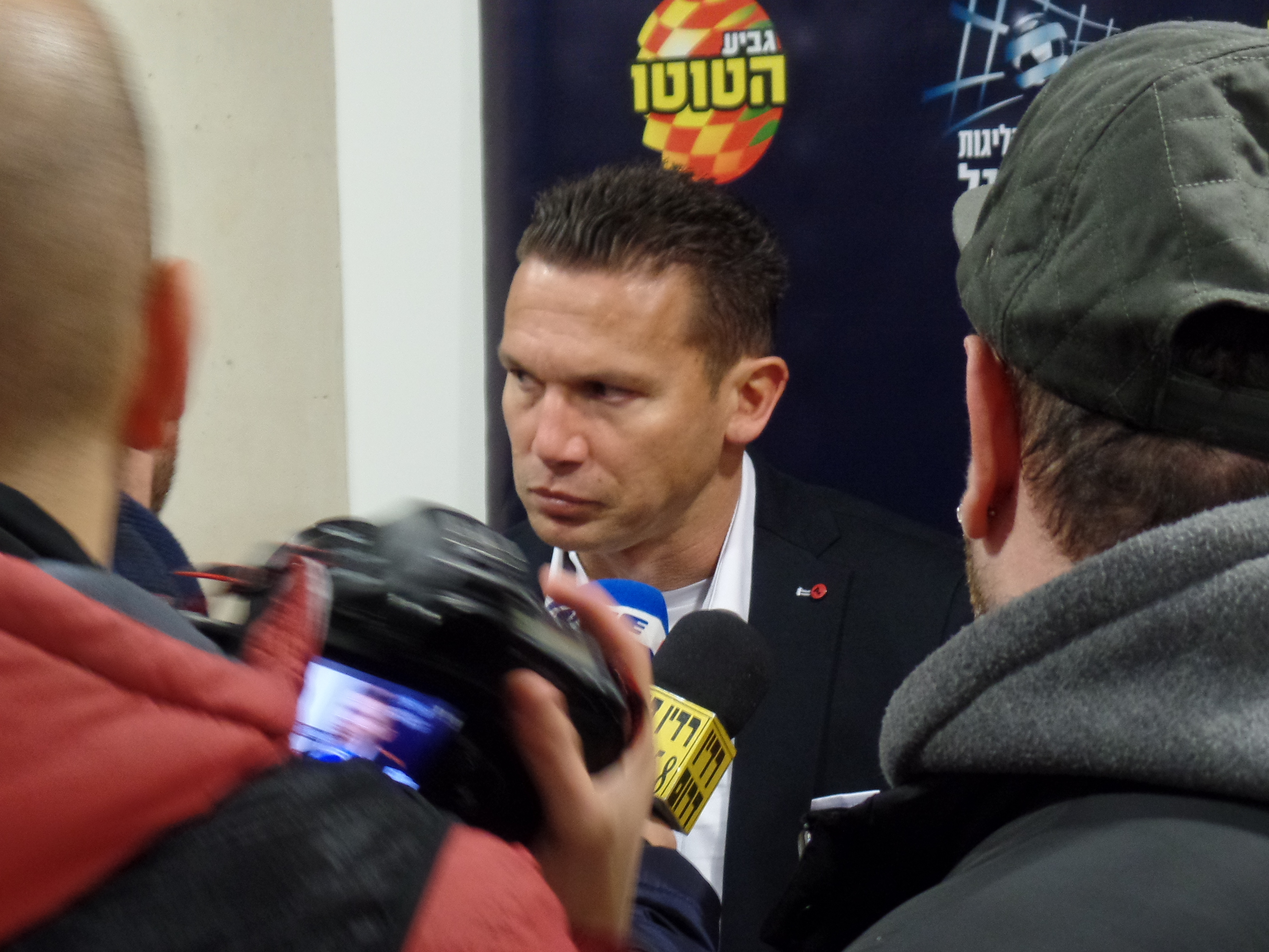
Барак Бахар як тренер «Хапоелея» (Беер-Шева). 2016 рік.

У сезоні 2017/18 він виграв з командою третій чемпіонат поспіль, ставши другим наймолодшим тренером, який виграв три чемпіонати, поступившись лише Моше Полякову, який зробив це у віці 28 років у 1938 році. Того ж року команда знову вийшла до групи Ліги Європи, але цього разу посіла останнє місце і не вийшла в плей-оф.
6 січня 2020 року він подав у відставку після того, як команда поступилася 0:1 «Хапоелю» з Тель-Авіва, і мала лише 29 очок із 51 можливого та посідала четверте місце. Загалом Бахар керував командою у 161 грі, вигравши 99, зігравши внічию 35 і програвши 27 разів, з показником успішності 68,7 %.

### «Маккабі» (Хайфа)
8 липня 2020 року Бехер був призначений тренером «Маккабі» (Хайфа). У сезоні 2020/21 команда під його керівництвом дійшла до стадії плей-оф Ліги Європи, де зазнала найбільшої поразки в історії на європейському рівні, програвши «Тоттенгем Готспур» з рахунком 2:7. У тому ж сезоні 2020/21 він виграв з командою чемпіонат після 10 років перерви, протягом яких команда не могла виграти титул.
8 червня 2021 року Бехер продовжив контракт із клубом ще на один сезон. Команда почала сезон 2021/22 вильотом з кваліфікації Ліги чемпіонів від скромного «Кайрата» з Алмати, але через два тижні вчетверте в своїй історії здобула титул володаря Суперкубка Іраїлю після перемоги з рахунком 2:0 над «Маккабі» (Тель-Авів), володарем Кубка країни та своїм прямим суперником за торішнє чемпіонство. Незважаючи на те, що підопічні Бахара вибули вже у першому раунді кваліфікації Ліги чемпіонів, вони пройшли три раунди відбору Ліги Європи і вийшли у груповий етап. Там здобувши лише 4 очки ізраїльська команда стала останньою у своїй групі. У тому сезоні команда виграла три титули — Чемпіонат, Кубок Тото і Суперкубок країни. Крім того, команда вийшла у фінал Кубка Ізраїлю, але поступилася «Хапоелю» з Беер-Шеви в серії пенальті. 19 січня 2022 року Бахар продовжив контракт із клубом ще на два роки.
У сезоні 2022/23 підопічні Бахара на стадії плей-оф кваліфікації Ліги чемпіонів обіграли сербську «Црвену Звезду» (3:2, 2:2) і втретє у своїй історії вийшли у груповий етап турніру — більше, ніж будь-яка інша команда в Ізраїлі. 12 жовтня 2022 року Барак здобув свою першу тренерську перемогу на груповому етапі Ліги чемпіонів у матчі з «Ювентусом» (2:0), але це були єдині очки для команди у тому розіграші і «Маккабі» стали останніми у групі. У тому ж сезоні 2022/23 він виграв із «Маккабі» третій чемпіонат Ізраїлю поспіль, шостий для себе і 15-й для клубу. Таким чином він досяг рекорду Дрора Каштана та Девіда Швейцера, які виграли шість чемпіонств як тренери, при цьому Бахар досяг цього результату в наймолодшому віці.

### «Црвена Звезда»

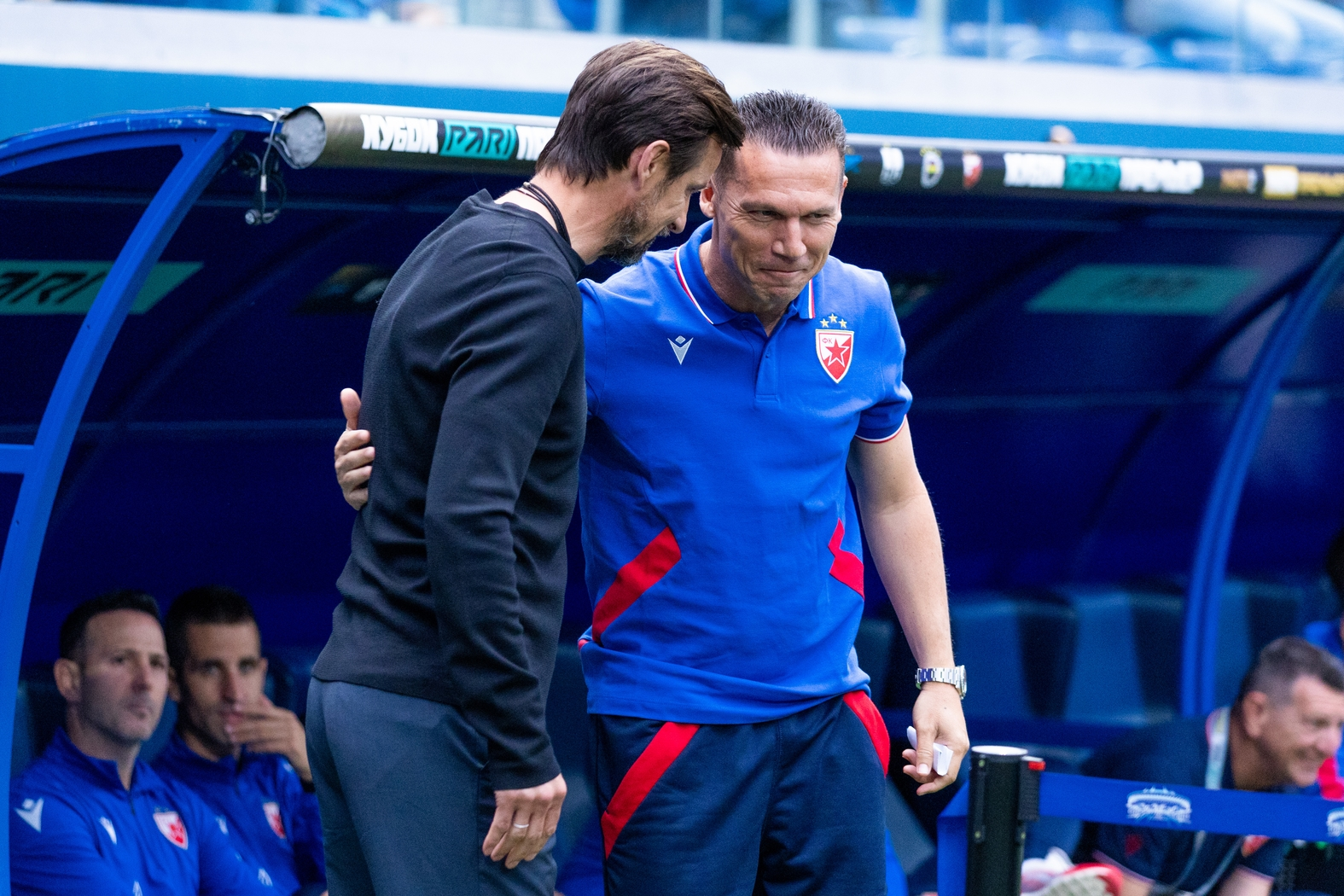
Барак Бахар як тренер «Црвени Звезди». 2023 рік.

У травні 2023 року Бахар був призначений головним тренером сербської «Црвени Звезди».

## Титули і досягнення

### Як гравця
- Володар Кубка Тото (1):

«Хапоель» (Кір'ят-Шмона): 2010/11

### Як тренера
- Чемпіон Ізраїлю (6):

«Хапоель» (Беер-Шева): 2015/16, 2016/17, 2017/18
«Маккабі» (Хайфа): 2020/21, 2021/22, 2022/23
- Володар Кубка Ізраїлю (1):

«Хапоель» (Кір'ят-Шмона): 2013/14
- Володар Кубка Тото (1):

«Маккабі» (Хайфа): 2021/22
- Володар Суперкубка Ізраїлю (3):

«Хапоель» (Беер-Шева): 2016, 2017
«Маккабі» (Хайфа): 2021